# Cercomantispa mozambica
Cercomantispa mozambica is een insect uit de familie van de Mantispidae, die tot de orde netvleugeligen (Neuroptera) behoort. 
Cercomantispa mozambica is voor het eerst wetenschappelijk beschreven door Westwood in 1852.